# Yohanes Chiappinelli
Yohanes Chiappinelli (* 18. August 1997 in Addis Abeba) ist ein italienischer Leichtathlet äthiopischer Herkunft, der sich ursprünglich auf den Hindernislauf spezialisiert hat. Inzwischen startet er vor allem in den Langstreckenläufen. 2018 gewann er bei den Europameisterschaften in Berlin die Bronzemedaille im Hindernislauf.

## Sportliche Laufbahn
Yohanes Chiappinelli stammt aus einem Dorf in der Nähe der äthiopischen Hauptstadt Addis Abeba. Im Alter von sieben Jahren wurde er von einem italienischen Professorenehepaar aus der Stadt Siena adoptiert, nachdem er zuvor ein Jahr lang in einem Waisenhaus gelebt hatte. Zunächst versuchte er sich im Schwimmen und im Basketball, was er aufgrund einer Verletzung aufgeben musste. 2008 fing er mit der Leichtathletik an. Im Frühjahr 2013 nahm er im Rahmen des U20-Rennens an den Crosslauf-Weltmeisterschaften in Bydgoszcz teil, bei denen er den 44. Platz belegte. Im Sommer trat er bei den U18-Weltmeisterschaften in Donezk über 3000 Meter an. Dabei zog er in das Finale ein, in dem er den zehnten Platz belegte. Im Herbst trat er bei den italienischen U18-Meisterschaften über 1500 und 3000 Meter an. Über die 1500 Meter belegte er dabei den 4. Platz, über 3000 Meter gewann er die Goldmedaille.
2014 ging er dann erstmals im Hindernislauf bei den nationalen Jugendmeisterschaften an den Start, bei denen er über 2000 Meter siegte. Einen Monat später trat er im 3000-Meter-Hindernislauf bei den U20-Weltmeisterschaften in der höheren Altersklasse an. Im Vorlauf erreichte er als Vierter das Ziel, womit er ins Finale einzog und dort zwei Tage später, mit neuer Bestleistung den sechsten Platz belegte. Nach dem 44. Platz bei den letzten Cross-Weltmeisterschaften kam er 2015 in Guiyang als 33. im U20-Rennen ins Ziel. Im Juni wurde er italienischer U20-Meister im Hindernislauf und ging einen Monat später auch bei den U20-Europameisterschaften im schwedischen Eskilstuna an den Start. Im Finale gewann er mit der Siegerzeit von 8:47,58 min die Goldmedaille. 2016 startete Chiappinelli bei den U20-Weltmeisterschaften im polnischen Bydgoszcz. Im Finale stellte er dabei in 8:32,66 min eine persönliche Bestleistung auf, die im Ziel den fünften Platz bedeutete. 2017 trat er im Sommer, erneut in Bydgoszcz, zu den U23-Europameisterschaften an, bei denen er die Goldmedaille gewann. Im August scheiterte er als Zehnter seines Vorlaufs bei den Weltmeisterschaften in London am Einzug in die nächste Runde und landete damit in der Addition aller Vorläufe auf dem 30. Platz.
Im Juni 2018 trat Chiappinelli bei den Mittelmeerspielen im spanischen Tarragona an, bei denen er die Bronzemedaille gewann. Die gleiche Medaille gewann er auch zwei Monate später bei den Europameisterschaften in Berlin und feierte damit seinen bislang größten sportlichen Erfolg. Ein Jahr später schied er bei den Weltmeisterschaften in Doha als Achter seines Vorlaufs aus. Zuvor hatte er im Juni in Rom seine Bestleistung von 8:24,26 min aufgestellt. Im Dezember belegte er im U23-Rennen der Crosslauf-Europameisterschaften in Lissabon den fünften Platz. Nachdem er in den folgenden Jahren sich im Hindernislauf nicht steigern konnte, wechselte er zu den Langstreckenläufen. 2022 wurde er italienischer Vizemeister im Crosslauf. Im September trat er beim Halbmarathon von Kopenhagen an. Zum Jahresende nahm er in der Heimat an den Crosslauf-Europameisterschaften teil und belegte den achten Platz. 2023 bestritt er im März in Sevilla zum ersten Mal einen Marathon. Mit einer Zeit von 2:09:46 qualifizierte er sich für die Weltmeisterschaften im August in Budapest.

## Wichtige Wettbewerbe
| Jahr                | Veranstaltung                   | Ort                 | Platz               | Disziplin           | Zeit                |
| Startet für Italien | Startet für Italien             | Startet für Italien | Startet für Italien | Startet für Italien | Startet für Italien |
| ------------------- | ------------------------------- | ------------------- | ------------------- | ------------------- | ------------------- |
| 2013                | Crosslauf-Weltmeisterschaften   | Bydgoszcz           | 44.                 | U20-Rennen          | 23:33 min           |
| 2013                | U18-Weltmeisterschaften         | Ukraine             | 10.                 | 3000 m              | 8:27,76 min         |
| 2014                | U20-Weltmeisterschaften         | Eugene              | 6.                  | 3000 m Hindernis    | 8:43,18 min         |
| 2015                | Crosslauf-Weltmeisterschaften   | Guiyang             | 33.                 | U20-Rennen          | 25:44 min           |
| 2015                | U20-Europameisterschaften       | Eskilstuna          | 1.                  | 3000 m Hindernis    | 8:47,58 min         |
| 2016                | U20-Weltmeisterschaften         | Bydgoszcz           | 5.                  | 3000 m Hindernis    | 8:32,66 min         |
| 2017                | U23-Europameisterschaften       | Bydgoszcz           | 1.                  | 3000 m Hindernis    | 8:34,33 min         |
| 2017                | Weltmeisterschaften             | London              | 30.                 | 3000 m Hindernis    | 8:36,48 min         |
| 2018                | Mittelmeerspiele                | Tarragona           | 3.                  | 3000 m Hindernis    | 8:32,06 min         |
| 2018                | Europameisterschaften           | Berlin              | 3.                  | 3000 m Hindernis    | 8:35,81 min         |
| 2019                | Weltmeisterschaften             | Doha                | 19.                 | 3000 m Hindernis    | 8:24,73 min         |
| 2019                | Crosslauf-Europameisterschaften | Lissabon            | 5.                  | U23-Rennen          | 24:51 min           |
| 2022                | Crosslauf-Europameisterschaften | Turin               | 8.                  | Einzelrennen        | 30:03 min           |

## Sonstiges
Chiappinelli lebt und trainiert in Siena. Er besuchte eine Musikhochschule, an der er Klavier und Klarinette studierte. Anschließend nahm er ein Studium der Kommunikationswissenschaften auf. Er ist Fan des AS Rom.

## Persönliche Bestleistungen
Freiluft
- 3000 m: 8:03,44 min, 10. September 2019, Scandiano
- 3000 m Hindernis: 8:24,26 min, 6. Juni 2019, Rom
- Halbmarathon: 1:01:14 h, 18. September 2022, Kopenhagen
- Marathon: 2:05:24 h, 1. Dezember 2024, Valencia

Halle
- 3000 m: 8:10,27 min, 19. Februar 2017, Ancona